# أحمد الميداوي
أحمد الميداوي (1948، أولاد عمران، إقليم تاونات) وزير الداخلية في المغرب بين 1999 – 2001، ومدير عام الأمن الوطني بين أبريل 1993 – مايو 1997، ومستشار في الديوان الملكي بين 2001 – 2003. ورئيس المجلس الأعلى للحسابات بين فبراير 2003 إلى غاية 9 أغسطس 2012.

## مسيرته
ولد بأولاد عمران في اقليم تاونات في 1948. حصل على دكتوراه الدولة في القانون من جامعة باري في عام 1974.

### بداية مشواره المهني
شغل منصب مفتش المالية سنة 1971 وبعدها كمراقب مالي لدى العديد من المؤسسات العمومية ابتدائا من 1974. وشغل منصب رئيس مصلحة الأنشطة الصناعية والصناعة الغذائية" بوزارة المالية
أستاذ محاضر بكلية العلوم القانونية والاقتصادية والاجتماعية بالرباط، بالمدرسة الوطنية للإدارة العمومية، ومدرسة تكوين أطر وزارة الداخلية.

### الإدارة العمومية
في 16 يناير 1987 عين كعامل في عمالة المحمدية-زناتة، وعين بعدها كعامل إقليم طنجة في 20 غشت 1992. وعينه الحسن الثاني في منصب مدير عام الأمن الوطني في أبريل 1993 إلى غاية مايو 1997. بعد عزل إدريس البصري عينه محمد السادس سنة 1999 وزيرا للداخلية بموازاة مع تعيين فؤاد عالي الهمة كاتبا للدولة في الداخلية. ومستشار في الديوان الملكي لمحمد السادس بين 2001 و2003.

### منظمات دولية
بين سنة 2003 و2004 كان رئيس المجلس التنفيذي للمجموعة العربية للأجهزة العليا للرقابة المالية والمحاسبة. بعدها عين كنائب أول لرئيس المؤتمر 18 للمنظمة الدولية للأجهزة العليا للرقابة والمحاسبة - الإنتوساي في أكتوبر 2004.
كما شغل منصب رئيس لمجموعة المؤسسات العليا للرقابة المالية العمومية المشتركة في استعمال اللغة الفرنسية (AISCCUF) وكرئيس فخري ل (AISCCUF).

## مؤلفاته
نشر كتاب «المؤسسات العمومية بالمغرب ومشاركتها في التنمية» سنة 1981.